# Cyber TRANCE presents ayu trance 2
Cyber TRANCE presents ayu trance 2 – trzynasty remiksowy album Ayumi Hamasaki. Album został wydany 26 września 2002. Znalazł się na 3. miejscu w rankingu Oricon. Sprzedano 237 800 kopii.

## Lista utworów
| #  | Tytuł                                                   | Remix                   | Czas |
| -- | ------------------------------------------------------- | ----------------------- | ---- |
| 1  | "independent" "D-Nation remix"                          | D-Nation                | 3:49 |
| 2  | "HANABI" "Lange remix"                                  | Lange                   | 3:26 |
| 3  | "M" "Above & Beyond Remix" (VOCAL MIX)                  | Above & Beyond          | 4:41 |
| 4  | "July 1st" "Flip & Fill remix"                          | Flip & Fill             | 4:20 |
| 5  | "Dearest" "Rank 1 remix"                                | Rank 1                  | 3:18 |
| 6  | "Free&Easy" "Minimalistix remix"                        | Minimalistix            | 2:22 |
| 7  | "UNITE!" "Airwave remix" (club mix)                     | Airwave                 | 5:15 |
| 8  | "Connected" "Ferry Corsten/system F mix"                | Ferry Corsten, System F | 2:51 |
| 9  | "Fly high" "Voodoo & Serano remix" (extended mix)       | VooDoo & Serano         | 4:22 |
| 10 | "AUDIENCE" "Darren Tate remix" (12" mix)                | Darren Tate             | 4:30 |
| 11 | "Trauma" "JamX & De Leon's DuMonde Dub Mix" (vocal mix) | JamX & De Leon          | 3:29 |
| 12 | "Boys & Girls" "Push remix" (12" mix)                   | Push                    | 3:54 |
| 13 | "I am..." "Ramon Zenker remix"                          | Ramon Zenker            | 3:29 |
| 14 | "appears" "Armin Van Buuren's Sunset Dub" (vocal mix)   | Armin van Buuren        | 5:30 |
| 15 | "Depend on you" "Svenson & Gielen remix" (CLUB MIX)     | Svenson & Gielen        | 6:37 |
| 16 | "Daybreak" "Orion Too remix"                            | Orion Too               | 4:31 |